# Jimmy Young
Jimmy Young, geboren als Leslie Ronald Young (Cinderford, 21 september 1921 – 7 november 2016), was een Britse popzanger, diskjockey en radiopresentator.

## Biografie
Jimmy Young werd in 1950 gecontracteerd door Polygon Records en werd hij naast de jonge Petula Clark een van de twee sterren bij het toentertijd nieuwe label. Hij bracht talrijke platen uit bij Polygon Records, wiens muzikale leiding lag in handen van Ron Goodwin. De bekendste werd (in een periode, toen er in het Verenigd Koninkrijk nog geen singlehitlijsten bestonden) Too Young (1951), de coverversie van een Amerikaanse hit van Nat King Cole. In hetzelfde jaar nam hij ook de twee duetten Mariandl en Broken Heart op met Petula Clark. 
In 1952 wisselde hij naar Decca Records en er ontstond een reeks grote hits voor Young. Met Eternally, Chain Gang en More (een verdere Cole-cover) kwam hij in de top 10. Zijn meest succesvolle jaar was onomstotelijk 1955. Zowel Unchained Melody (cover van de song uit de film Unchained) als ook The Man from Laramie (uit de gelijknamige film) groeiden uit tot een nummer 1-hit in de Britse hitlijsten.
Ook tijdens de jaren 1960 nam Young nog platen op, maar hij had intussen een ander doel gevonden. Hij ging naar de BBC en werd een van de eerste diskjockeys bij BBC Radio 1. Daar presenteerde hij van 1967 tot 1973 het voormiddagsprogramma. In 1973 wisselde hij naar BBC Radio 2, waar hij zijn programma The JY Prog presenteerde, een mengeling uit politiek, talkshow en muziek. In 2002 trok hij zich terug in zijn privéleven.

## Onderscheidingen
Op 27 juni 2002 werd Jimmy Young tot Knight Bachelor ('Sir') geslagen.  

## Overlijden
Jimmy Young overleed in november 2016 op 95-jarige leeftijd.

## Discografie

### Singles
- 1953: Faith Can Move Mountains
- 1953: Eternally
- 1955: Unchained Melody
- 1955: The Man from Laramie
- 1955: Someone on Your Mind
- 1956: Chain Gang
- 1956: The Wayward Wind
- 1956: Rich Man Poor Man
- 1956: More
- 1957: Round and Round
- 1963: Miss You
- 1964: Unchained Melody